# Abapuszta
Abapuszta ist ein Ortsteil der ungarischen Stadt Balkány, die im Kreis Nagykálló im Komitat Szabolcs-Szatmár-Bereg liegt.
Abapuszta befindet sich sechs Kilometer südlich des Zentrums von Balkány und ist von der Einwohnerzahl der größte Ortsteil der Stadt. Östlich liegen die Ortsteile Kiskecskés und Nagykecskés.
Im Ort gibt es die griechisch-katholische Kirche Keresztelő Szent János Születése (Geburt von Johannes dem Täufer), die 1990 erbaut wurde sowie die römisch-katholische Kapelle Iskolakápolna.

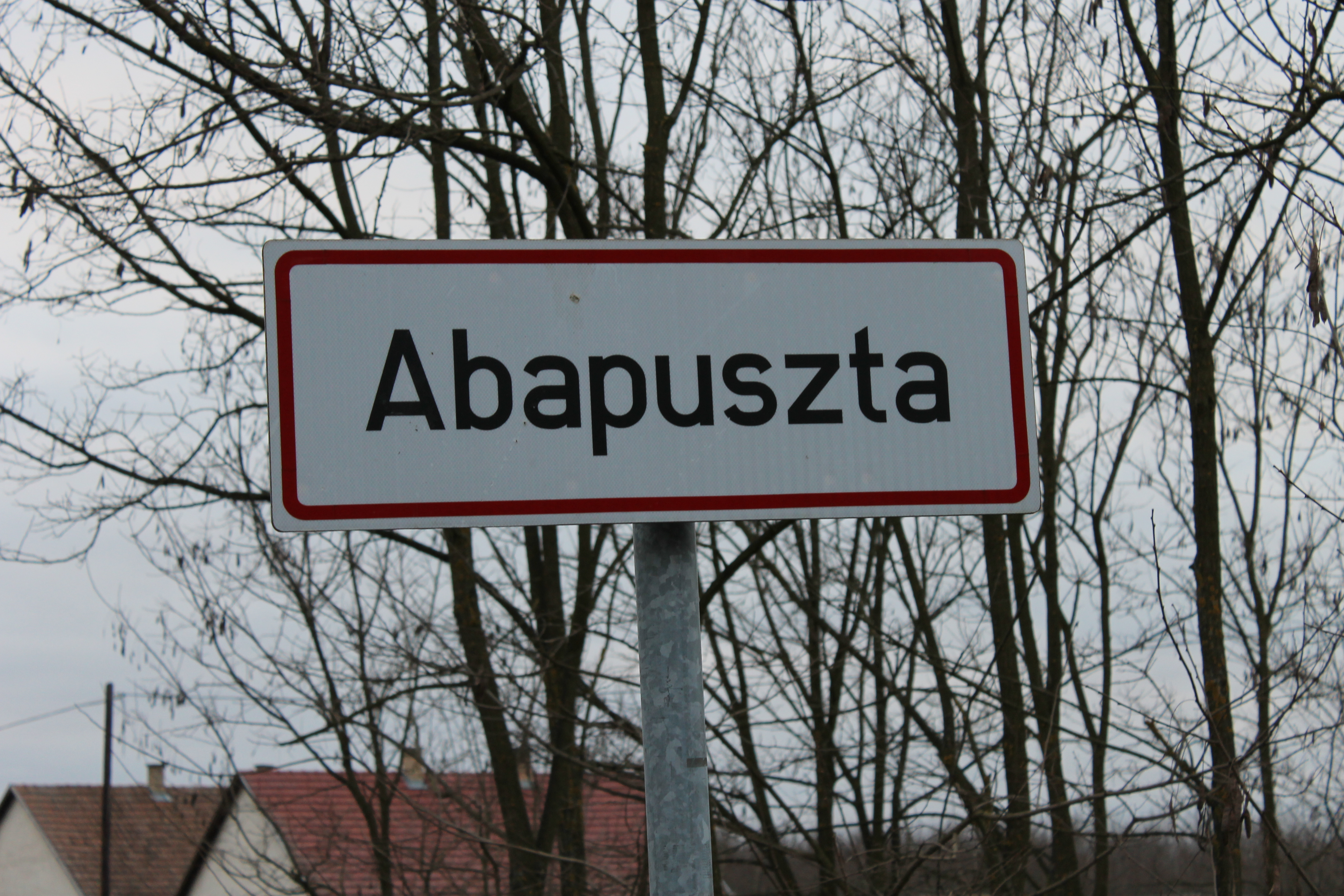
Ortstafel Abapuszta
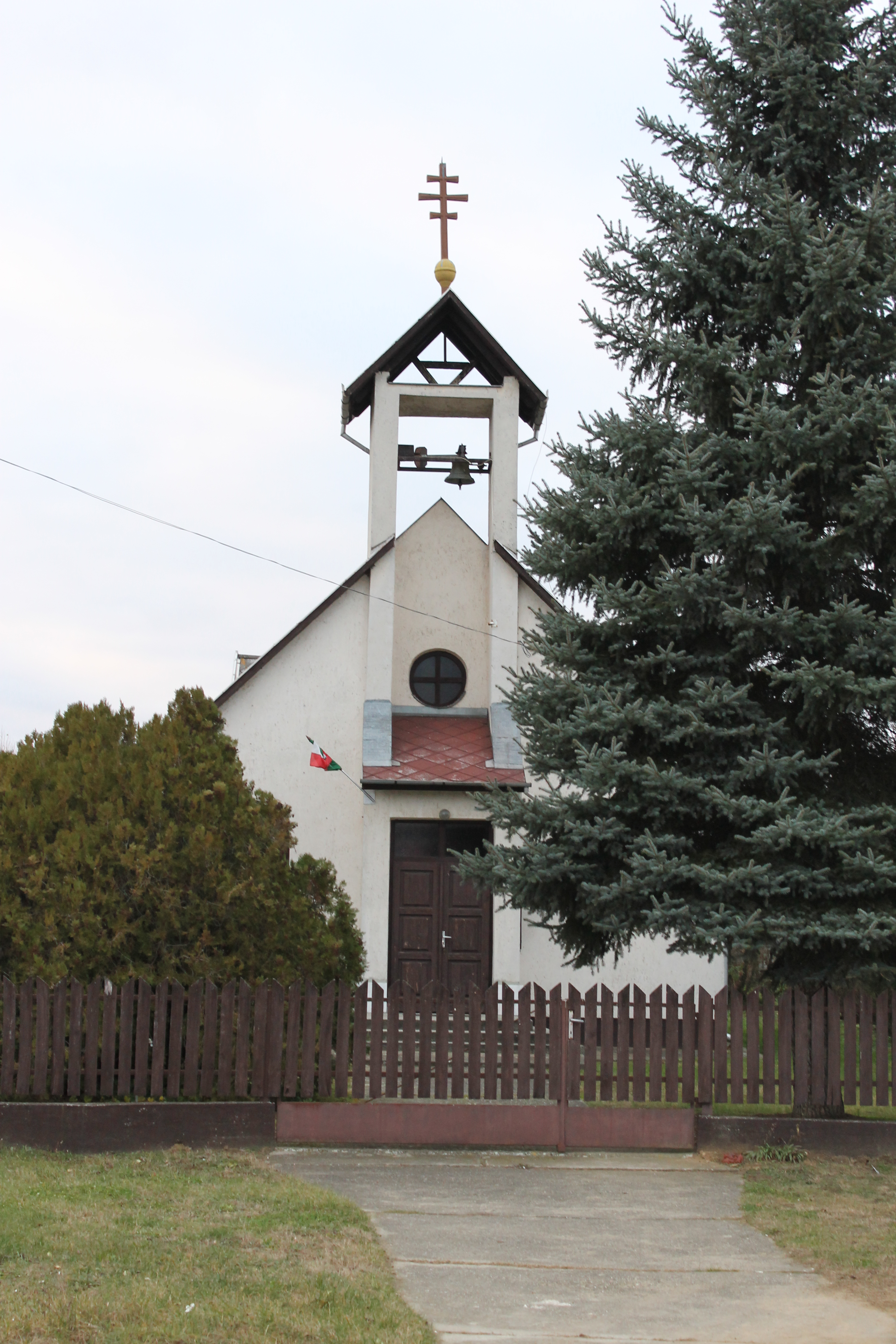
Griechisch-katholische Kirche Keresztelő Szent János Születése
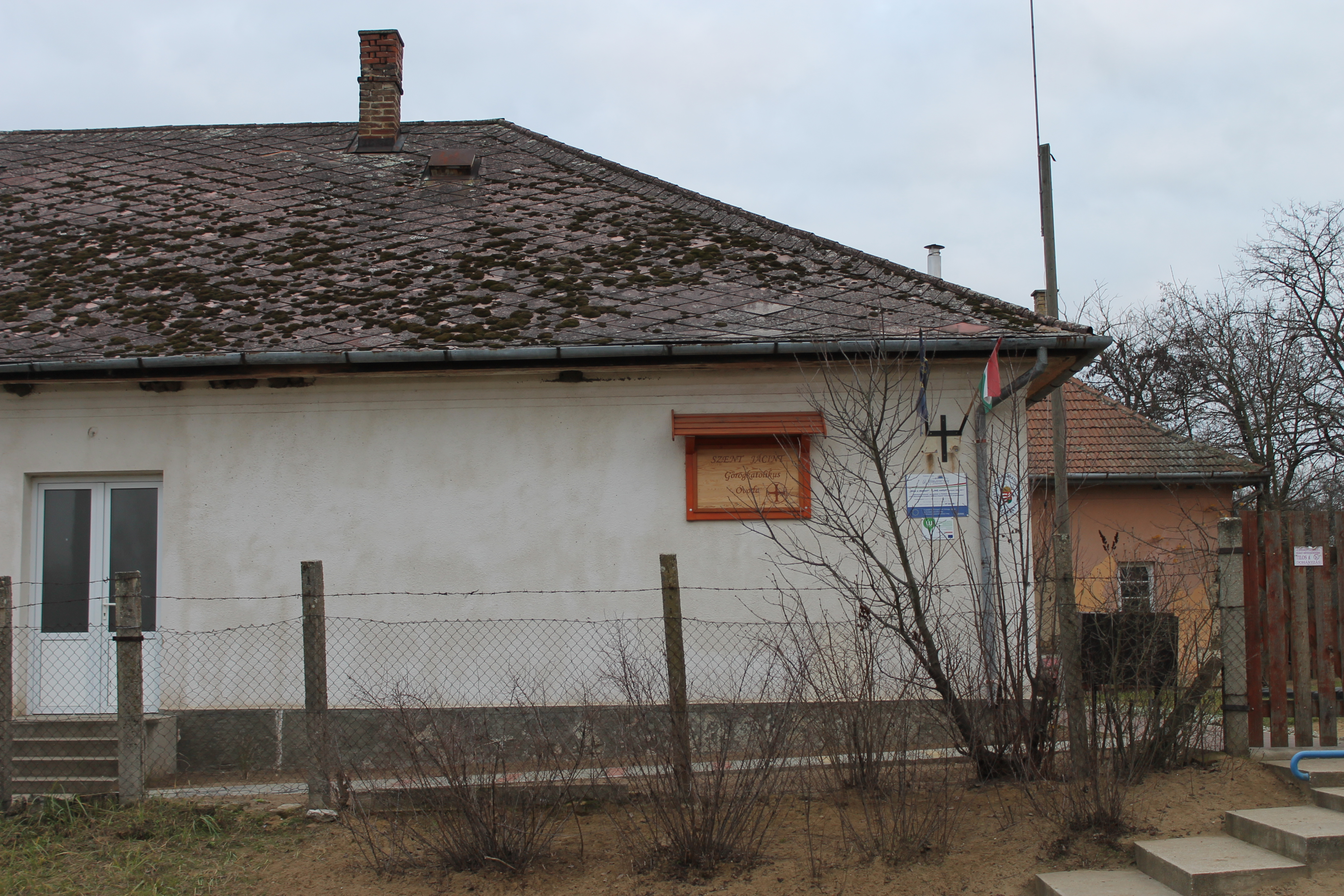
Griechisch-katholischer Kindergarten Szent Jacint

Durch Abapuszta verläuft die Nebenstraße Nr. 49137. Es bestehen Busverbindungen in die Innenstadt von Balkány sowie nach Nyíradony, wo sich der nächstgelegene Bahnhof befindet. In Abapuszta gab es auch einen Bahnhof an der Eisenbahnstrecke von Nagykálló nach Nyíradony, jedoch wurde der Verkehr auf dieser Strecke im Jahr 2007 eingestellt.